# IC 4411
IC 4411 је ознака објекта на координатама са ректансцензијом 14h 25m 0,0s и деклинацијом - 35° 1" 12'. Открио га је Делајл Стјуарт, 1899. године. Каснијим посматрањима на том положају није уочен никакав астрономски објекат.